# Gösta Leandersson

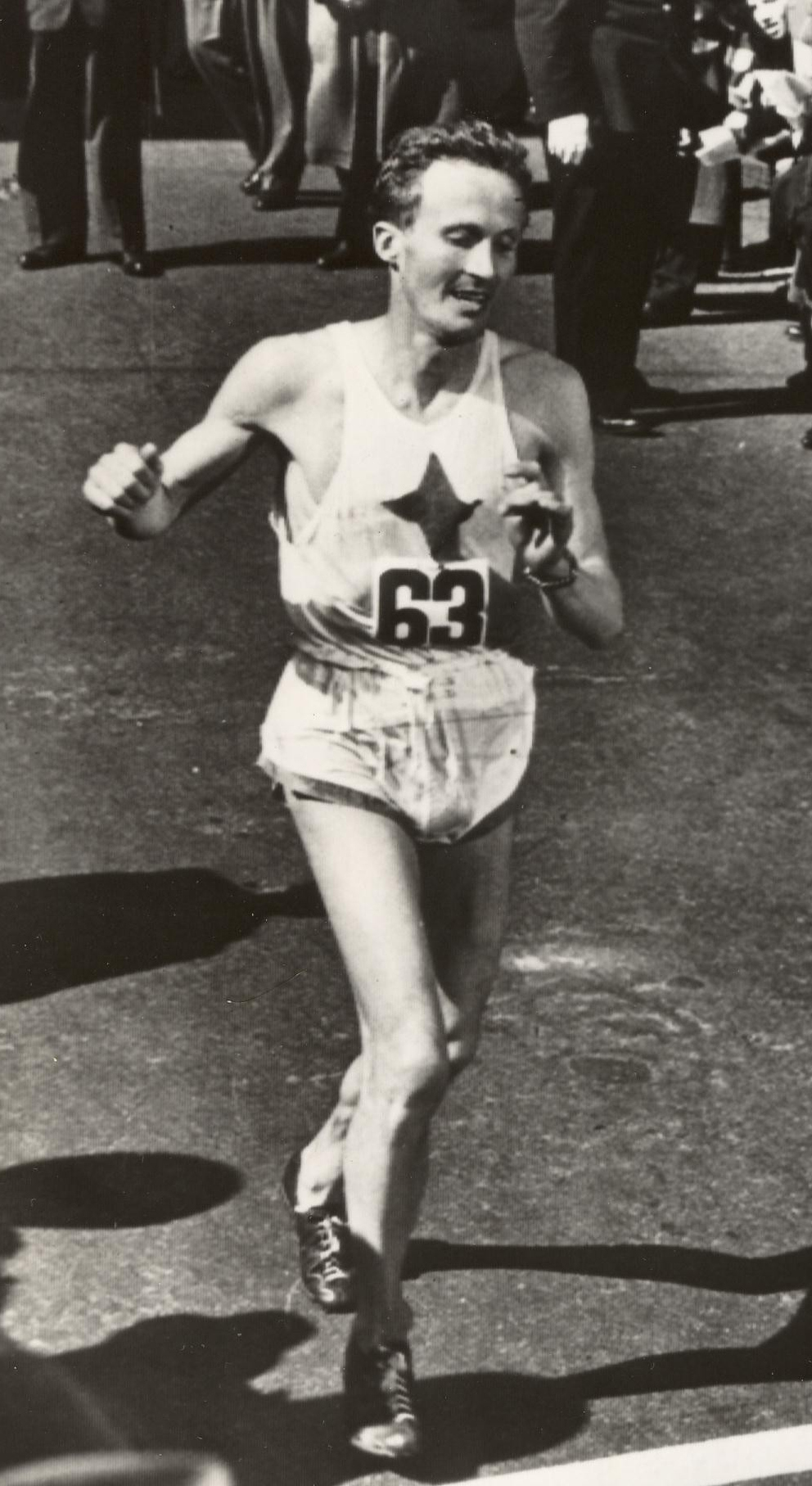
Gösta Leandersson

Gösta Leandersson (* 22. April 1918; † 1995) war ein schwedischer Marathonläufer.
1945 wurde er Schwedischer Meister in 2:31:18 h auf einer 40 km langen Strecke. 1946 wurde er bei den Europameisterschaften in Oslo auf einer ca. 2 km zu kurzen Strecke Fünfter in 2:27:05 h und Zweiter beim Košice-Marathon in 2:37:01 h.
1948 wurde er erneut Schwedischer Meister in 2:31:12 h und siegte in Košice in 2:34:47 h. Im Jahr darauf siegte er beim Boston-Marathon in 2:31:51 h (zu kurze Strecke), bei den Schwedischen Meisterschaften in 2:40:38 h und beim Länderkampf Vereinigte Staaten gegen Skandinavien in 2:37:25 h. Bei den Nordischen Meisterschaften wurde er Zweiter in 2:33:55 h.
1950 wurde er zum vierten Mal Schwedischer Meister in 2:38:34 h, kam bei den Europameisterschaften in Brüssel in 2:34:26 h auf den vierten Platz und siegte erneut in Košice in 2:31:21 h.
1952 stellte er bei einem Marathon in Turku als Zweiter mit 2:28:12 h seine persönliche Bestzeit auf. Beim Boston-Marathon 1953 wurde er Dritter in 2:19:36 h (zu kurze Strecke).
1945 und 1949 wurde er Schwedischer Meister im 25-km-Straßenlauf.